# Haimbachia fuscicilia
Haimbachia fuscicilia é uma espécie de mariposa pertencente à família Crambidae. Foi descrita pela primeira vez por Hampson em 1910. Pode-se encontrar na Zâmbia.